# Monzambano
Monzambano (früher: Castellaro) ist eine norditalienische Gemeinde mit 4806 Einwohnern (Stand 31. Dezember 2023) in der Provinz Mantua in der Lombardei. 

## Geographie
Die Gemeinde liegt etwa 26 Kilometer nordnordwestlich von Mantua am Mincio und grenzt unmittelbar an die Provinzen Brescia und Verona. Monzambano ist Teil des Parco regionale del Mincio.

## Verwaltungsgliederung
Zur Gemeinde Monzambano gehören die Fraktionen Castellaro Lagusello, Olfino und Pille.  Castellaro Lagusell gehört der Vereinigung I borghi più belli d’Italia an.

## Geschichte
In Castellaro Lagusello befinden sich Spuren prähistorischer Pfahlbauten, die zum UNESCO-Welterbe Prähistorische Pfahlbauten um die Alpen gehören.

## Persönlichkeiten
- Tito Zaniboni (1883–1960), Politiker und Mussolini-Attentäter

## Trivia
Der von Samuel von Pufendorf genannte Severinus de Monzambano, unter dessen Namen er auch seine Reichsverfassungsschrift veröffentlichte, ist eine Erfindung Pufendorfs. 

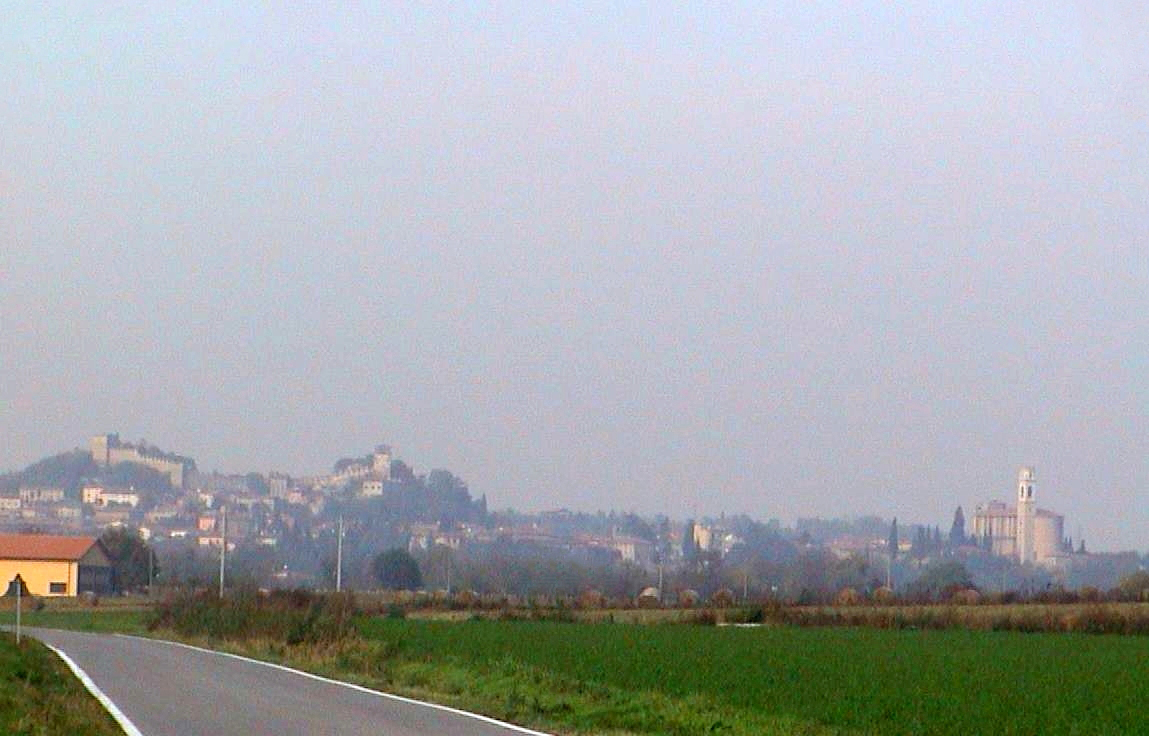
Monzambano
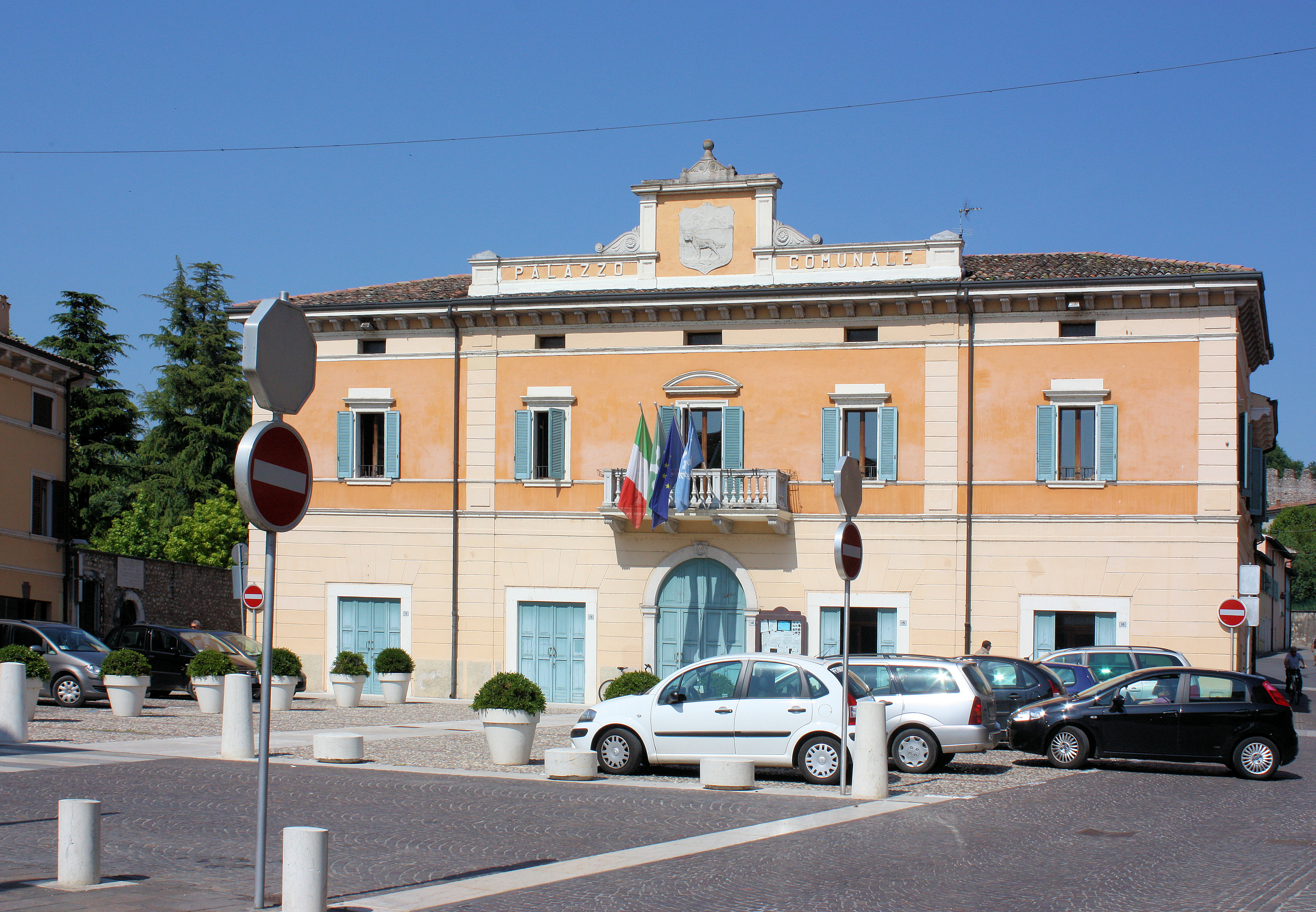
Rathaus
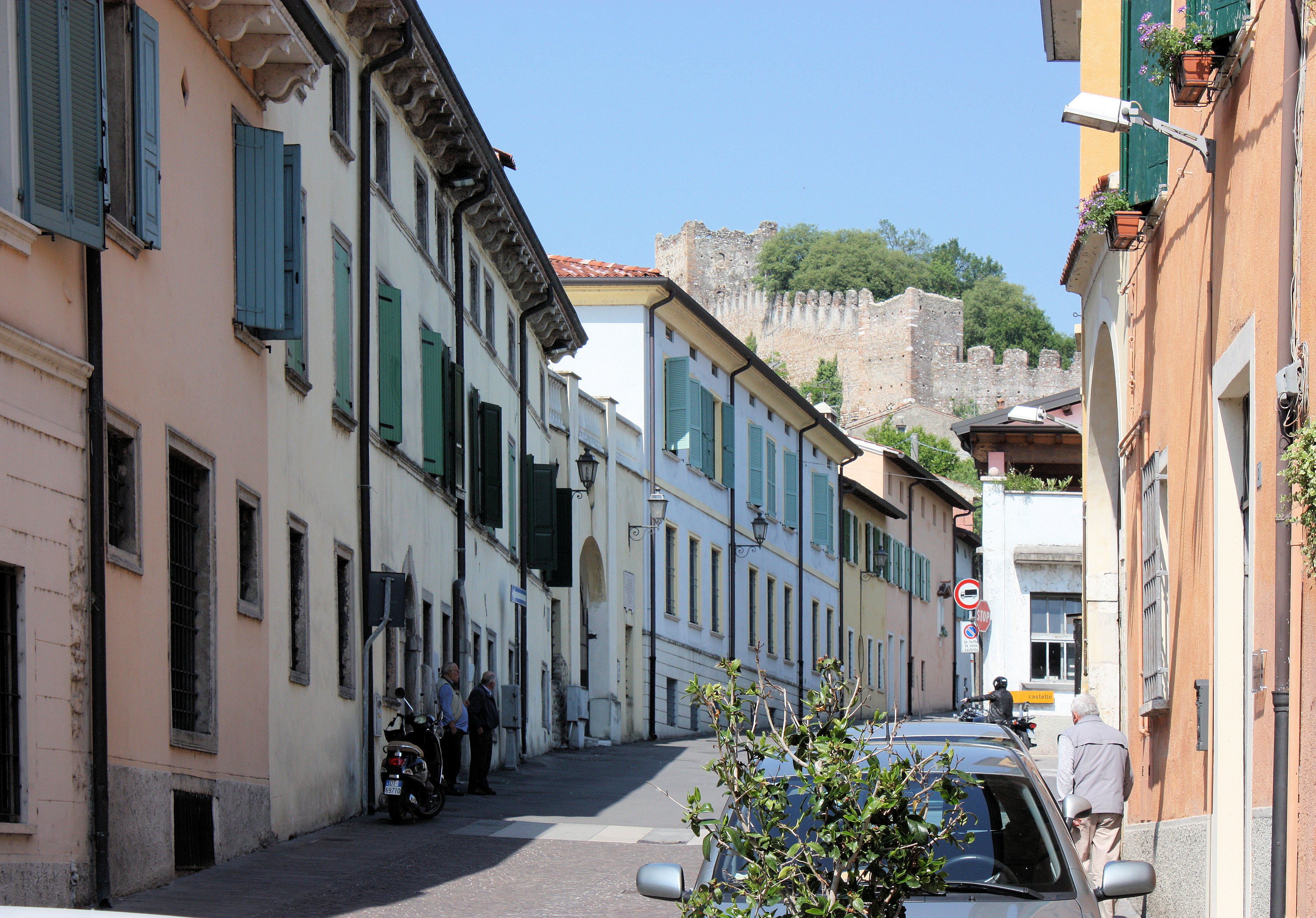
Ortskern und Burg von Monzambano
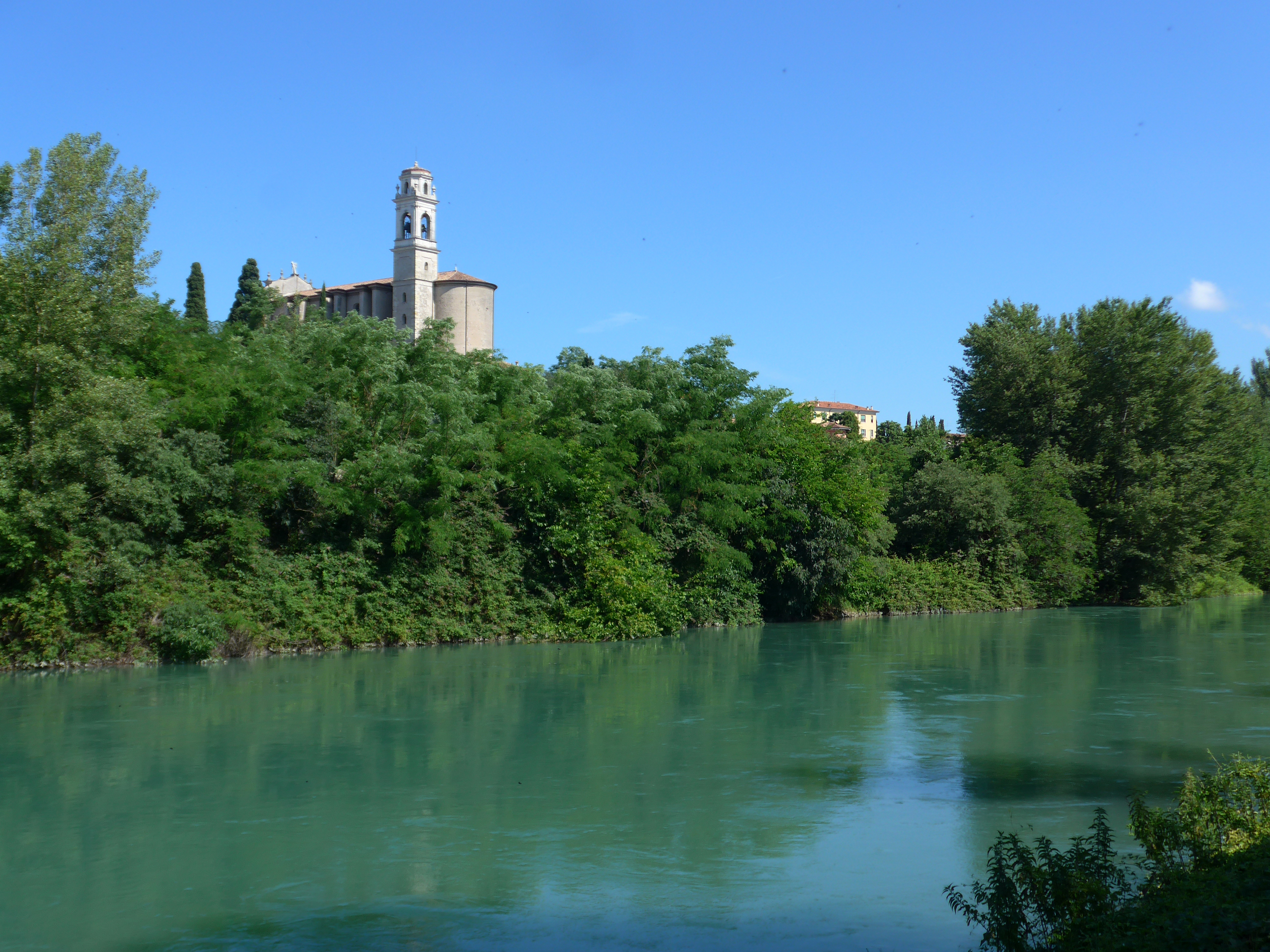
Mincio bei Monzambano
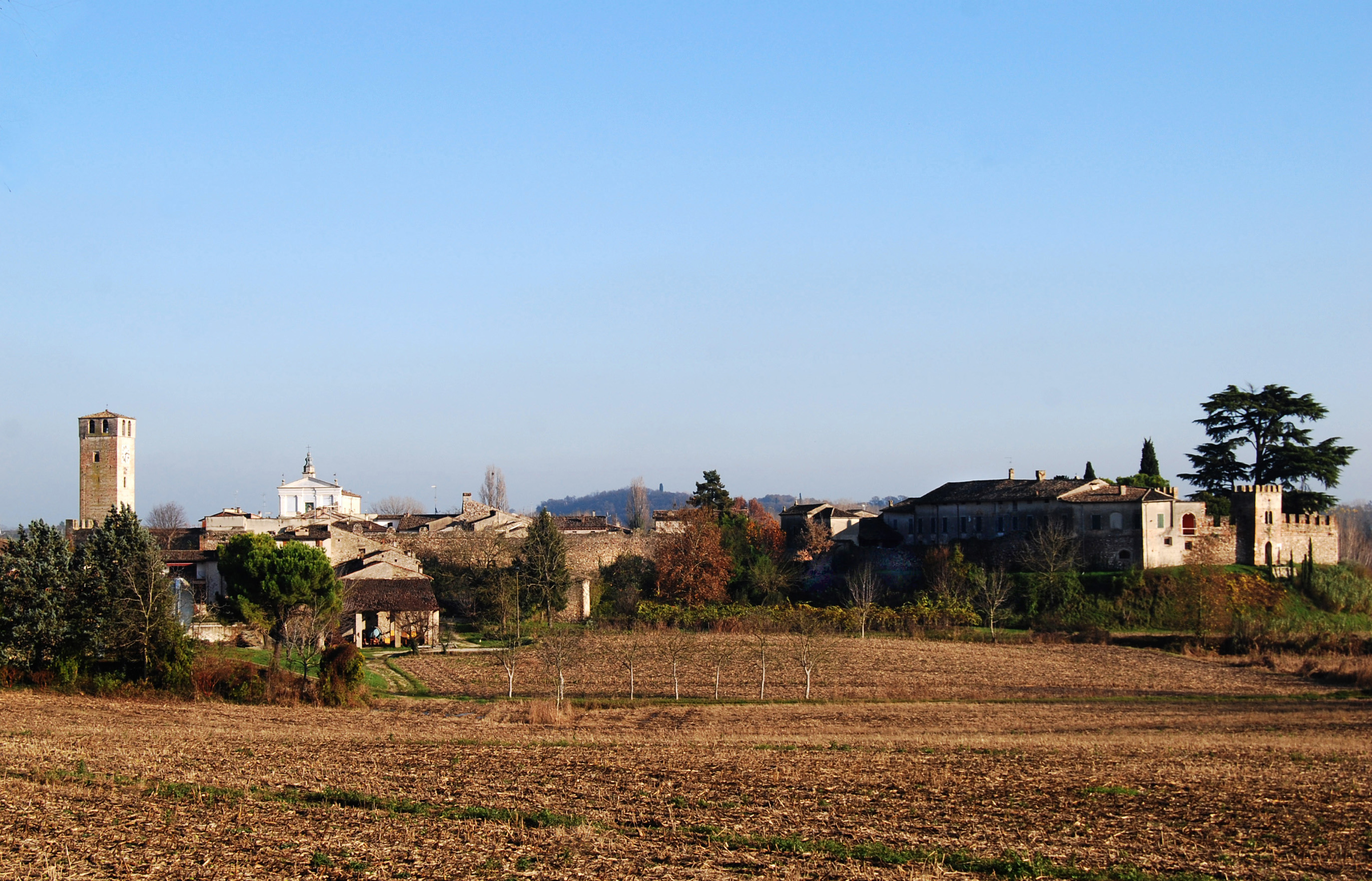
Ortsteil Castellaro Lagusello